# 王鄂锋
王鄂锋（1906年—1932年），中华民国军事人物，安徽英山人，中国工农红军第4军第12师参谋长，1932年被张国焘冤杀于安徽金寨县。

## 生平
王鄂锋从小在英山高等小学和初级学堂学习，毕业后考入广州黄埔军校第三期步兵队。在校期间，王鄂锋加入中国共产党。国共第一次合作失败后，王鄂锋被中共派往家乡英山开展武装斗争，历任游击队长，红军团长，红八军第四纵队司令员等职。
1931年，王鄂锋调任鄂豫皖红军第4军第12师参谋长，卷入中国共产党和中国工农红军高层的权力斗争，次年在肃反运动中被冤杀。
中华人民共和国成立后，王鄂锋被追认为革命烈士。